# 飯山温泉
飯山温泉（いいやまおんせん）は、神奈川県厚木市飯山にある温泉。

## 泉質
- アルカリ性単純温泉[1]
都幾川温泉や白馬八方温泉（おびなたの湯）に並ぶpH11.3というアルカリ度の高さを誇り（元湯旅館における温泉測定値）、「美人の湯」「美肌の湯」としても知られる[2]。

## 温泉地
七沢温泉と同様に厚木市の奥座敷に位置し、丹沢の山々（大山、経ヶ岳、仏果山、高取山）も近い。都心にも近いことから、しばしば京浜地域の会社の社員旅行などでも使われる。それに関連して芸妓組合が存在する。また、近くにゴルフ場が多い（後述）ことからゴルフ目的で寄る客も多い。
旅館や民宿などの宿が数軒存在するが、温泉街の街並みは形成されていない。日帰り入浴を受け付けているところもある。
旅館
- 元湯旅館

ホテル・民宿
- アツギミュージアム（ホテル併設）

廃業・休業
- 飯山本陣（2011年2月廃業）
- ふるさとの宿（2019年12月閉館）[4]
- 美登利園（現在休業中）[5]

### 温泉地周辺
前述の通りゴルフ場が多く、有名人がよく来ることでも知られている。
- 宮ヶ瀬ダム・宮ヶ瀬湖
- 東丹沢グリーンパーク（アスレチック）
- ゴルフ場
  - 厚木国際カントリー倶楽部
  - 本厚木カンツリークラブ
  - 中津川カントリークラブ
  - 大厚木カントリークラブ
  - 清川カントリークラブ

## 歴史
- 1979年（昭和54年） - 「ふるさとの宿」が掘削を開始し、温泉法の規定を満たす（厚木8号泉として登録される）。
- 2003年（平成15年） - 「元湯旅館」で温泉開発を行い、pH11.3の強アルカリ泉の湧出に成功する。

## アクセス
- 鉄道・バス：小田急小田原線本厚木駅よりバスで約20分
  - 本厚木駅より神奈中バス厚18「上飯山」行あるいは厚20「宮ヶ瀬」行に乗り、「飯山温泉入り口」下車

## 備考
当温泉が「美人の湯」といわれることに因み、2006年に放映された日本テレビ系のテレビドラマ『喰いタン』では、ロケに用いられた旅館（元湯旅館）の入口に「美人谷温泉」と称する看板が掲げられていた。